# Míssil antissubmarino

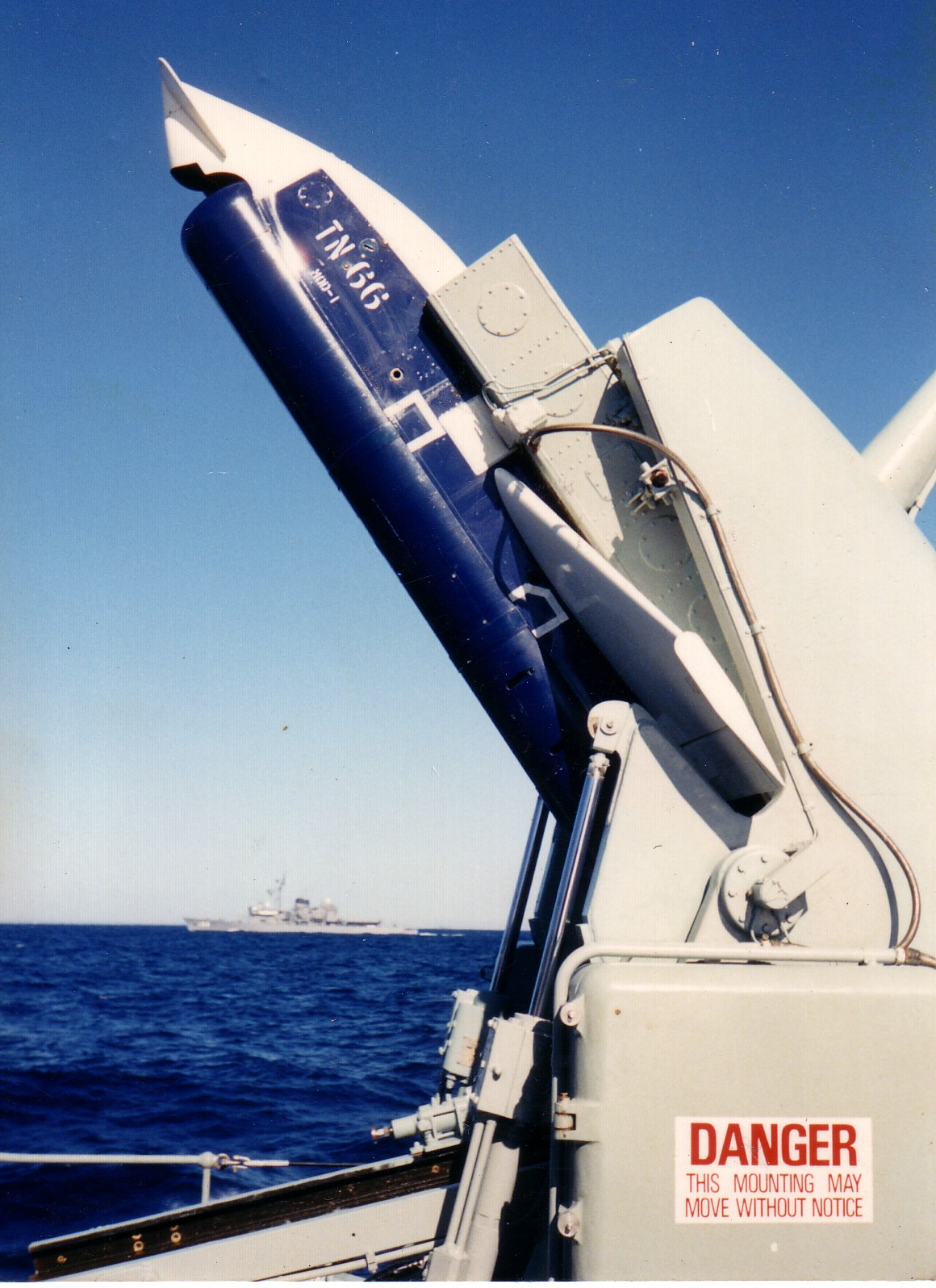
O míssil australiano Ikara, utilizado por várias Marinhas entre as decadas de 1960 e 1990.

Um míssil antissubmarino (em inglês: anti-submarine missile), é um míssil, projetado para detectar, atacar e destruir submarinos.